# Magnolia ventii
Magnolia ventii är en magnoliaväxtart som först beskrevs av N.V.Tiep, och fick sitt nu gällande namn av Venkatachalam Sampath Kumar. Magnolia ventii ingår i släktet Magnolia och familjen magnoliaväxter. Inga underarter finns listade i Catalogue of Life.